# Zelotes sula
Zelotes sula este o specie de păianjeni din genul Zelotes, familia Gnaphosidae, descrisă de Lowrie și Gertsch, 1955. Conform Catalogue of Life specia Zelotes sula nu are subspecii cunoscute.